# 雛の宿
『雛の宿』（ひなのやど）は、三島由紀夫の短編小説。三島がいくつか書いた怪談系統の作品の中の一つで、怪奇小説とみなされることもある。1953年（昭和28年）、雑誌『オール讀物』4月号に掲載された。文庫版は新潮文庫の『女神』に収録されている。翻訳版はイタリア（伊題：La dimora delle bambole）で行われている。

## あらすじ
大学2年の学年試験を3月2日に終え、「僕」は3日の桃の節句の夕方4時ごろ銀座の町を歩いていた。ふと入った数寄屋橋近くのパチンコ屋で、隣の台におさげ髪の女学生がいた。「僕」は、去年死んだ妹と同年齢の少女に興味を持ち、おぼつかない手つきの彼女に声をかけた。一緒に店を出ると、少女は無邪気に寄りそってきた。神田キヨ子と名乗った少女は、自分の家に「僕」を招いた。
武蔵小金井駅で下りて暗い野道ゆき、キヨ子の家についた。家にはキヨ子の母という初老の女がいて、大きな雛壇が飾られていた。雛祭りにもてなされた膳は灰皿くらいの小さなもので、ピンセットで作ったような料理がミニチュアの椀や皿に並んでいた。白酒に酔ったキヨ子は眠くなり退室した。帰ろうとする「僕」は母親に強く引きとめられ、泊まるように勧められた。案内された部屋には、キヨ子が裸で蒲団に横たわって待っていた。
その後、秋にその家を見に行った時、近所の雑貨屋のおやじから、2人が色きちがい母子だという噂を「僕」は聞いた。神田家の中を覗いて見ると2人は前と同じまま、雛壇の前に微動もしないで座っていた。「僕」はそこを急いで立ち去った。

## 登場人物
僕
大学を卒業し就職口も決まった青年。前年の不思議な出来事を語る。世田谷区に家がある。
神田キヨ子
おさげ髪の女学生。可愛らしい鼻に大きな目。無邪気な娼婦のよう。
キヨ子の母
小さな初老の女。
雑貨店のおやじ
薬屋兼雑貨屋。ふきげんな顔つきに似合わない屈託のない鼻声。

## 作品背景
『雛の宿』が発表された1953年（昭和28年）当時に、三島とよく銀座のバーに通っていたという矢代静一は、この短編に書かれたキヨ子の家での出来事と同様の体験を自分もしていたためにびっくりしたとし、キヨ子の元となったと思われるバーの少女ホステスについて語っている。そして矢代は、「二人ともまったく同じ手口で、二十歳になるやならずの女の子にたぶらかされたのが、たまらなくおかしい」として、「どんな些細な出来事でも、ただちに拾いあげ、ふくらませ、小説に仕立てあげた三島の勤勉振りがなつかしい」と述懐している。

## 作品評価・研究
東雅夫は『雛の宿』について、一見すると心霊モチーフとは無縁に思われる怪作だが「ひとたび視点を変えて眺めるとき、にわかに異界の霊気を放ちはじめる」と述べ、「謎めいた母娘が暮らす家に招じ入れられる『雛の宿』の語り手は、待ち受ける女たちの側からすれば、節日の夜に去来する一種のマレビトめく存在であろう」と解説している。
油野良子は、話者が〈童話めいた話〉と最初に断わっているものの、「むしろ鏡花の世界に通ずるような甘美の中に鬼気せまる不気味さを伴った作品」だとし、文体自体は通俗的で格調高くはないが、三島文学の「物語的・幻想的」特徴の一側面が見られるとしている。
森かをるは、話者の〈僕〉が冒頭で自分が日頃〈大法螺吹き〉であると言っていることから、キヨ子の存在も、宿での最高の一夜も〈僕〉の願望が生んだ「想像力の産物」ではないかとして、「僕という男雛が帰ってくるまで雛祭りをして待ち続ける女雛の物語は、悲劇的であるだけに甘く切ない」と評している。

## おもな刊行本
- 文庫版『女神』（新潮文庫、1978年3月30日。改版2002年11月10日）
  - カバー装幀：斎藤和雄。解説：磯田光一
  - 収録作品：「女神」「接吻」「伝説」「白鳥」「哲学」「蝶々」「恋重荷」「侍童」「鴛鴦」「雛の宿」「朝の純愛」
  - ※改版2002年より、カバー装画を水口理恵子に改装。
- 『三島由紀夫集 雛の宿〈文豪怪談傑作選〉』（ちくま文庫、2007年9月10日）
  - カバー装幀：山田英春、金井田英津子
  - 編集・解説：東雅夫「幽界（ゾルレン）と顕界（ザイン）と」
  - 収録作品：「朝顔」「雛の宿「花火」「切符」「鴉」「英霊の聲」「邪教」「博覧会」「仲間」「孔雀」「月澹荘綺譚」「雨月物語について」「柳田國男『遠野物語』――名著再発見」「泉鏡花『日本の文学4』解説より抄録」「内田百閒『日本の文学34』解説より抄録」「川端氏の『抒情歌』について」「ポップコーンの心霊術—横尾忠則論」「小説とは何か」

### 全集収録
- 『三島由紀夫全集7巻（小説VII）』（新潮社、1974年5月25日）
  - 装幀：杉山寧。四六判。背革紙継ぎ装。貼函。
  - 月報：倉橋由美子「『仮面』について」。《評伝・三島由紀夫13》佐伯彰一「伝記と評伝（その4）」。《同時代評から13》虫明亜呂無「つくられた挑戦」
  - 収録作品：「侍童」「天国に結ぶ恋」「退屈な旅」「修学旅行」「孤閨悶々」「日食」「食道楽」「家庭裁判」「夏子の冒険」「につぽん製」「雛の宿」「女神」
  - ※ 同一内容で豪華限定版（装幀：杉山寧。総革装。天金。緑革貼函。段ボール夫婦外函。A5変型版。本文2色刷）が1,000部あり。
- 『三島由紀夫短篇全集』〈下巻〉（新潮社、1987年11月20日）
  - 四六判。布装。セット機械函。2段組。
  - 収録作品：「家庭裁判」から「蘭陵王」までの73篇。
- 『決定版 三島由紀夫全集18巻・短編4』（新潮社、2002年5月）
  - 装幀：新潮社装幀室。装画：柄澤齊。四六判。貼函。布クロス装。丸背。箔押し2色。
  - 月報：酒井順子「究極の制服好き」。和田謙三「平岡公威さんとの忘れ難き出会い」。［小説の創り方18］田中美代子「拒んだ愛・拒まれた愛」
  - 収録作品：「果実」「鴛鴦」「修学旅行」「日曜日」「遠乗会」「孤閨悶々」「日食」「食道楽」「牝犬」「女流立志伝」「家庭裁判」「偉大な姉妹」「箱根細工」「椅子」「死の島」「翼」「右領収仕候」「手長姫」「朝顔」「携帯用」「離宮の松」「クロスワード・パズル」「学生歌舞伎気質」「近世姑気質」「金魚と奥様」「真夏の死」「二人の老嬢」「美神」「江口初女覚書」「雛の宿」「旅の墓碑銘」